# Strefy Nepalu

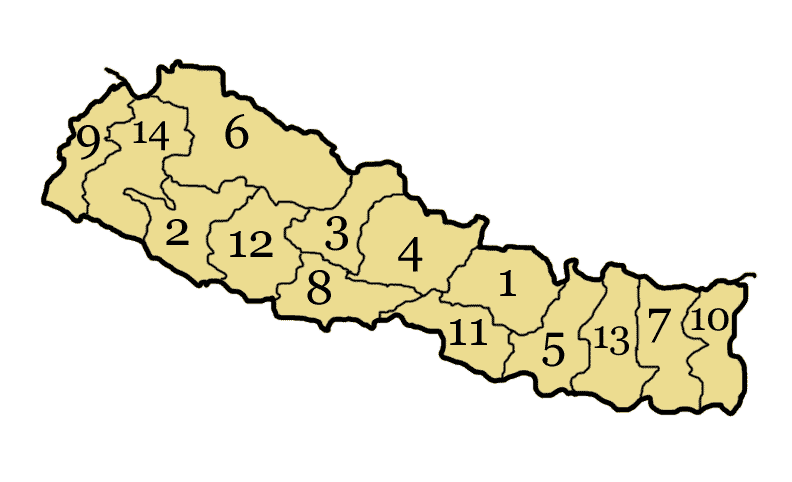
Strefy Nepalu

Strefy Nepalu (nep. अञ्चल - ańćal) - jednostka podziału administracyjnego w Nepalu. Stref jest 14, każda dzieli się na dystrykty, których w sumie jest 75.
Podział regionów na strefy:
- Madhyamańćal Wikas Kszetr:
  - Bagmati (1),
  - Narajani (11),
  - Dźanakpur (5),

- Sudur-Paśćimańćal Wikas Kszetr:
  - Seti (14),
  - Mahakali (9),

- Madhja-Paśćimańćal Wikas Kszetr:
  - Bheri (2),
  - Karnali (6),
  - Rapti (12),

- Purwańćal Wikas Kszetr:
  - Kośi (7),
  - Meći (10),
  - Sagarmatha (13),

- Paśćimańćal Wikas Kszetr:
  - Lumbini (8),
  - Dhawalagiri (3),
  - Gandaki (4).